# Šanov (Boêmia Central)
Šanov é uma comuna checa localizada na região da Boêmia Central, distrito de Rakovník.